# Дощ без грому
«Дощ без грому» (англ. Rain Without Thunder) — фантастичний фільм-антиутопія 1992 р. режисера Гері О. Беннетта. Головні ролі виконали Бетті Баклі та Джефф Деніелс. Сюжет відбувається на п'ятдесят років у майбутньому з моменту виробництва. Хоча випадок «планування сім'ї з Кейсі» ніколи не згадується по імені, рішення відбулося в тому ж році, як був знятий фільм, характеристика суспільства майбутнього зображена явно як реакція на зростаючі можливості обмеження права на аборт в момент виробництва. «Дощ без грому» представлений у вигляді документального фільму.

## Сюжет
Дія фільму відбувається у 2042 році. Борці за право жінок на аборт послабили боротьбу, закони про аборти під тиском церкви ставали все суворіше і суворіше, поки не дійшло до тотальної заборони. Тим, хто намагався обійти цю заборону і тим, хто їм допомагав, загрожує від 35 років в'язниці. У центрі фільму — історія молодої дівчини, студентки, яка зробила аборт, і тепер їй та її матері загрожує в'язниця.

## Ролі
- Бетті Баклі — Беверлі Голдрін
- Джефф Деніелс — Джонатан Гарсон
- Фредерік Форрест — Ворден
- Роберт Ерл Джонс — старий адвокат
- Керолайн Маккормік — репортер
- Остін Пендлтон — католицький священик
- Ітан Філліпс — гінеколог
- Алі Томас — Еллісон Голдрін
- Стів Зан — Джеремі Таннер
- Алісса Ралло — Беннетт Макс Сінклер

## Критика
Рейтинг фільму на сайті IMD — 5,4/10.